# Дзвоники великоколосі
Дзвоники великоколосі, дзвоники великоколоскові (Campanula macrostachya) — вид рослин з родини дзвоникових (Campanulaceae); населяє південну Європу й Туреччину.

## Опис
Багаторічна чи дворічна, рослина 30–100 см заввишки. Рослина коротко шорстка запушена, з прямостоячим густо облиственим стеблом. Листки на краю дрібнозубчасті та хвилясті, нижні — довгасті, коротко-черешкові, стеблові — ланцетні, стеблоохопні. Пучки квіток утворюють пухке колосоподібне суцвіття, причому верхівковий пучок не крупніший від бічного. Віночок голий, 15–18 мм завдовжки, блакитно-ліловий.

## Поширення
Населяє південну Європу й Туреччину.
В Україні вид зростає на схилах, у чагарниках — у Донецькому Лісостепу.